# Woodstock (Vermont)
Woodstock is een town in de Amerikaanse staat Vermont. Het is de hoofdplaats van Windsor County. In de gemeente Woodstock, dat naast het gelijknamige dorp ook de gehuchten South Woodstock en Tafstville omvat, woonden in 2010 3048 mensen.
De plaats werd gecharterd in 1761 en voor het eerst bewoond in 1768. Ze werd geïncorporeerd in 1837; er woonden toen een 3000-tal mensen. In Woodstock woonden en werden veel beroemde Amerikanen geboren, zoals ondernemer Frederick H. Billings, gouverneur Franklin S. Billings, golfer Keegan Bradley, diplomaat George Perkins Marsh, beeldhouwer Hiram Powers en zakenman Laurance Rockefeller.